# Arid
Arid — бельгийская арт-рок группа. Основана в 1996 году в Гентe.

## История
В 1995 году гитарист Давид Дю Пре (нидерл. David Du Pre) и бас-гитарист Филипп Росс (нидерл. Filip Ross) создали инструментальную группу Voltashop. К концу года музыканты познакомились с вокалистом Йаспером Стеверлинком (нидерл. Jasper Steverlinck), который на тот момент пел в группе Kaya (попытки прославиться в которой ни к чему не привели), и, восхищенные голосом Йаспера, предложили ему стать вокалистом их группы. Йаспер принял это предложение. Позже группу переименовали сначала в AridOvac, а затем сократили до Arid.
История группы Arid началась с принятия участия в музыкальном конкурсе, организованном фламандским журналом Humo. На конкурсе Humo`s Rock Rally они заняли шестое место. Вскоре их барабанщик покинул группу, и его место занял Стивен Ван Хавьер (нидерл. Steven Van Havere), барабанщик группы Gorki.
В 1998 году группа издала деюбтный альбом «Little things of Venom» в Бельгии, Нидерландах и Франции. Позже этот альбом под названием «At the close of every day» был издан в Австрии, Германии и США. В записи альбома принял участие брюссельский филармонический оркестр, а также музыканты из группы Soulwax.
Сингл «Too late tonight» стал очень популярным на радиостанциях, а сам альбом получил в Бельгии статус золотого. Продюсером альбома стал британец Дэвид Андерсен.
В 2002 году группа записывает кавер на «Killer Queen» группы Queen, что само по себе очень иронично, так как голос Йаспера часто сравнивают с голосом Фредди Меркьюри (что его очень раздражает).
В 2001 году вокалиста Йаспера Стеверлинка позвали озвучивать главного героя в IMAX 3D мультфильме «Призрачный замок» (англ. Haunted Castle). Также в самом начале мультфильма звучит их песня «Little things of venom». После выхода мультфильма на экраны сингл с песней появляется в ТОП-10 американских хит-парадов.
В 2002 году группа записывает альбом «All is quiet now». Несмотря на свою нераспространенность за пределами Бенилюкса и Франции, альбом получил статус платинового. Сингл «You are», предшествующий альбому, по-прежнему является самым известным треком группы.
В 2003 Arid издают «Live», альбом, записанный в Accienne Belgique, состоящий из треков первых двух альбомов.
В 2003—2004 годах Йаспер Стеверлинк записывается на альбомах Noel de Das Pop и Orzak Henry.
Также он записывает 4 трека для дебютного альбома бельгийской группы Scala & Kolacny Brothers «On the rocks». Сингл «Live on Mars» (кавер на Дэвида Боуи) возглавляет первую строчку всех бельгийских хит-парадов. Вдохновленный успехом, Йаспер записывает сольный альбом «Songs of Innocense» с братьями Колашни, состоящий из кавер-версий песен 60-70-х годов, и в 2005 году пускается в масштабное турне.
В 2005 году Йаспер теряет голос из-за болезни: деятельность группы временно приостановлена. Группу покидает Филипп Росс.
Весной 2007 года голландский мультиинструменталист Арьен Люкассен (нидерл. Arjen Lucassen), вдохновленный идеей одного из своих поклонников, предлагает не кому-либо, а именно Йасперу Стеверлинку записать песню «Epilogue: The memory remains» для его сборника «Timeline». Йаспер соглашается. Через некоторое время Йаспер появляется и на DVD к альбому. Арьен восхищается его голосом.
В январе 2008 года после весьма длительного перерыва вышел альбом «All things come in waves», ознаменованный синглом «Words». Альбом становится платиновым в Бельгии. Группа уезжает в тур с бельгийской группой K`s choice. Группу часто приглашают на различные ТВ-передачи, что укрепило их успех. Выходят синглы «Tied to the hands that hold you» и «If you go», становящиеся самыми успешными синглами за всю историю группы.
Весной 2009 года Арьен Люкассен вновь приглашает Йаспера для совместных работ. Он предлагает ему записаться на альбоме его нового проекта Guilt Machine. После долгих раздумий Йаспер соглашается. «Почему бы не попробовать себя в чем-то новом и не заработать бесценный опыт?» — говорит он в своём интервью.
Альбом получил название «On this perfect day» и был записан в жанрах прогрессив-метал/индастриал-металл. Арьен Люкассен в своём интервью нередко указывал на то, что этот альбом — самый лучший за всю его карьеру.
В марте 2010 года Йаспер поёт на показе новой коллекции Тима Ван Стенбергена, известного бельгийского модельера, в Париже. После этого показа его популярность в Европе начала увеличиваться.
Весной 2010 года Arid издают альбом «Under the cold street lights». Он получает широкую известность.
В августе 2010 года Arid записывают кавер на известную бельгийскую песню «Een hart van goud» и штурмуют вершины хит-парадов страны.
Группа уезжает в тур, и даже даёт концерт в Истанбуле 02.03.2011.
19 марта 2011 года вышел DVD группы в Accienne Belgique, поступивший в продажу вместе с лимитным изданием альбома.
Сам альбом получает золотой статус.
По итогам 2010 года группа стала одной из самых «гуглимых» бельгийских групп, на уровне с рэпером Stromae. Также группа участвует в проекте «Music for life».

## Релизы

### Альбомы
- 1998 — Little Things Of Venom (At The Close Of Every Day, 2000)
- 2002 — All Is Quiet Now
- 2003 — Live
- 2008 — All Things Come in Waves
- 2010 — Under the Cold Street Lights
- 2011 — Under the Cold Street Lights (+DVD)

### Синглы
- «Life» (1999)
- «Believer» (1999)
- «Too Late Tonight» (1999)
- «Me And My Melody» (2000)
- «All Will Wait» (2000)
- «You Are» (2002)
- «Everlasting Change» (2002)
- «Life On Mars» (2002)
- «Let Her Down Easy» (2003)
- «Words» (2007)
- «Why Do You Run» (2007)
- «If you go» (2008)
- «Tied to the hands that hold you» (20* 08)
- «Come On» (2010)
- «Broken Dancer» (2010)
- «Een Hart Van Goud» (2010)
- «Custom Gold» (2011)
- «Something Brighter» (2011)
- «The High Life» (2011)
- «Seven Odd Years» (2012)